# Charles Kipkemboi Yego
Charles Kipkemboi Yego (* 1944) ist ein ehemaliger kenianischer Hürdenläufer.
Über 400 m Hürden gewann er 1970 bei den British Commonwealth Games in Edinburgh Bronze und siegte bei den Ost- und Zentralafrikameisterschaften mit seiner persönlichen Bestzeit von 50,0 s.